# Mimosa parvipinna
Mimosa parvipinna är en ärtväxtart som beskrevs av George Bentham. Mimosa parvipinna ingår i släktet mimosor, och familjen ärtväxter. Inga underarter finns listade i Catalogue of Life.